# Nowy Ramuk
Nowy Ramuk (deutsch Neu Ramuck) ist ein Ort in der polnischen Woiwodschaft Ermland-Masuren. Er gehört zur Gmina Purda (Landgemeinde Groß Purden) im Powiat Olsztyński (Kreis Allenstein).

## Geographische Lage
Nowy Ramuk liegt im Westen der Woiwodschaft Ermland-Masuren, 16 Kilometer südöstlich der Kreis- und Woiwodschaftshauptstadt Olsztyn (deutsch Allenstein).

## Geschichte

### Ortsgeschichte
Der im Staatsforst Ramuck gelegene Ort Neu Ramuck, der bald Sitz eines Forstamts und einer Oberförsterei wurde, erfuhr am Jahre 1870 seine Gründung. Das prußische Wort ramuk bedeutet so viel wie „Ruhe“. Das den Ort umgebende Waldgebiet war so attraktiv, dass sogar der Kronprinz hier ein Jagdhaus hatte. Die erste Erwähnung des Ramucker Forstgebezirks erfolgte bereits am 3. Dezember 1775 im Edikt des Königs von Preußen über die Organisation der Forsten in Ostpreußen und in Litauen. Der Sitz des Forstbezirks war zunächst in Alt Ramuck (polnisch Stary Ramuk), wurde aber 1871 nach Neu Ramuck verlegt.
Am 7. Mai 1874 wurde der Amtsbezirk Oberförsterei Ramuck errichtet, der zum ostpreußischen Kreis Allenstein im Regierungsbezirk Königsberg (ab 1905: Regierungsbezirk Allenstein) gehörte und seinen Amtssitz in Neu Ramuck hatte. Am 5. März 1932 wurde der Amtsbezirk in „Amtsbezirk Forst Ramuck“ umbenannt.
Neu Ramuck wurde 1929 in die Gemeinde Przykopp (1932 bis 1945 Grabenau, polnisch Przykop) eingemeindet.
Als 1945 in Kriegsfolge das gesamte südliche Ostpreußen an Polen abgetreten wurde, erhielt Neu Ramuck die polnische Namensform „Nowy Ramuk“. Die kleine Waldsiedlung ist heute Sitz des Nadleśnictwo Nowe Ramuki („Forstbezirk Nowy Ramuk“) und gehört zur Landgemeinde Purda (Groß Purden) im Powiat Olsztyński (Kreis Allenstein), von 1975 bis 1998 der Woiwodschaft Olsztyn, seither der Woiwodschaft Ermland-Masuren zugehörig.

### Amtsbezirk Oberförsterei Ramuck (1874–1932) /Forst Ramuck (1932–1945)
Für den Amtsbezirk Oberförsterei Ramuck bzw. Forst Ramuck ergaben sich folgende Zugehörigkeiten:
| Deutscher Name                                                                    | Polnischer Name | Anmerkungen                                    |
| --------------------------------------------------------------------------------- | --------------- | ---------------------------------------------- |
| Neu Bartelsdorf                                                                   | Nowa Wieś       | 1886 in den Amtsbezirk Wuttrienen umgegliedert |
| Przykopp 1932–1945 Grabenau                                                       | Przykop         | 1886 in den Amtsbezirk Wuttrienen umgegliedert |
| Ramuck, Forst ab 1929: Ramucker Heide, Forst, Anteil Kreis Allenstein (teilweise) |                 |                                                |

## Kirche
Bis 1945 gehörte Neu Ramuck zur evangelischen Kirche Neu Bartelsdorf in der Kirchenprovinz Ostpreußen der Kirche der Altpreußischen Union, außerdem zur römisch-katholischen Kirche Wuttrienen (polnisch Butryny) im Bistum Ermland.
Heute gehört Nowy Ramuk katholischerseits zur St.-Josefs-Kirche Nowa Wieś (Neu Bartelsdorf) im jetzigen Erzbistum Ermland, sowie evangelischerseits zur Christus-Erlöser-Kirche Olsztyn (Allenstein) in der Diözese Masuren der Evangelisch-Augsburgischen Kirche in Polen.

## Verkehr
Nowy Ramuk liegt am Endpunkt einer Nebenstraße, die bei Marcinkowo (Alt Mertinsdorf, 1939 bis 1945 Alt Märtinsdorf) von der Landesstraße 51 abzweigt und über Nowa Wieś (Neu Bartelsdorf) nach hier führt. Eine Bahnanbindung besteht nicht.